# Brussels Cycling Classic 2023
La 103e édition de la Brussels Cycling Classic, une course cycliste masculine sur route, a lieu en Belgique le 4 juin 2023. L'épreuve est disputée entre Bruxelles et Bruxelles. Elle fait partie du calendrier UCI ProSeries 2023 (deuxième niveau mondial) en catégorie 1.Pro. 

## Équipes participantes
| WorldTeams (10)- AG2R Citroën Team - Alpecin-Deceuninck - Bora-Hansgrohe - Cofidis - Groupama-FDJ - Intermarché-Circus-Wanty - Soudal Quick-Step - Arkéa-Samsic - Team DSM - Team Jayco AlUla ProTeams (10)- Bingoal WB - Bolton Equities Black Spoke Pro Cycling - Human Powered Health - Israel-Premier Tech - Lotto Dstny - Q36.5 Pro Cycling Team - Team Corratec-Selle Italia - Team Flanders-Baloise - TotalEnergies - Uno-X Pro Cycling Team |
| |

## Déroulement de la course
Au sprint, le Français Arnaud Démare (Groupama-FDJ s’impose devant le Danois Tobias Lund Andresen (DSM) et le Belge Jordi Meeus (Bora Hansgrohe).

## Classements

### Classement final
| \| Classement général \| Classement général \| Classement général \| Classement général \| Classement général \| \| Coureur \| Coureur \| Pays \| Équipe \| Temps \| \| ------------------ \| -------------------- \| ------------------ \| ------------------------ \| ------------------ \| \| 1er \| Arnaud Démare \| France \| Groupama-FDJ \| 4 h 41 min 51 s \| \| 2e \| Tobias Lund Andresen \| Danemark \| Team DSM \| + 0 s \| \| 3e \| Jordi Meeus \| Belgique \| Bora-Hansgrohe \| + 0 s \| \| 4e \| Biniam Girmay \| Érythrée \| Intermarché-Circus-Wanty \| + 0 s \| \| 5e \| Dries Van Gestel \| Belgique \| TotalEnergies \| + 0 s \| \| 6e \| Clément Venturini \| France \| AG2R Citroën Team \| + 0 s \| \| 7e \| Matîs Louvel \| France \| Arkéa-Samsic \| + 0 s \| \| 8e \| Tom Van Asbroeck \| Belgique \| Israel-Premier Tech \| + 0 s \| \| 9e \| Cédric Beullens \| Belgique \| Lotto Dstny \| + 0 s \| \| 10e \| Derek Gee \| Canada \| Israel-Premier Tech \| + 0 s \| |                      |          |                          |                 |
| |                      |          |                          |                 |
| Source : ProCyclingStats |                      |          |                          |                 |
| Classement général |                      |          |                          |                 |
| Coureur | Coureur              | Pays     | Équipe                   | Temps           |
| 1er | Arnaud Démare        | France   | Groupama-FDJ             | 4 h 41 min 51 s |
| 2e | Tobias Lund Andresen | Danemark | Team DSM                 | + 0 s           |
| 3e | Jordi Meeus          | Belgique | Bora-Hansgrohe           | + 0 s           |
| 4e | Biniam Girmay        | Érythrée | Intermarché-Circus-Wanty | + 0 s           |
| 5e | Dries Van Gestel     | Belgique | TotalEnergies            | + 0 s           |
| 6e | Clément Venturini    | France   | AG2R Citroën Team        | + 0 s           |
| 7e | Matîs Louvel         | France   | Arkéa-Samsic             | + 0 s           |
| 8e | Tom Van Asbroeck     | Belgique | Israel-Premier Tech      | + 0 s           |
| 9e | Cédric Beullens      | Belgique | Lotto Dstny              | + 0 s           |
| 10e | Derek Gee            | Canada   | Israel-Premier Tech      | + 0 s           |

### Classements UCI
La course attribue des points au Classement mondial UCI 2023 selon le barème suivant.
| Position           | 1er | 2e  | 3e  | 4e  | 5e | 6e | 7e | 8e | 9e | 10e | 11e | 12e | 13e | 14e | 15e | 16e à 30e | 31e à 40e |
| Classement général | 200 | 150 | 125 | 100 | 85 | 70 | 60 | 50 | 40 | 35  | 30  | 25  | 20  | 15  | 10  | 5         | 3         |